# ورزشگاه مینفویی اوت
ورزشگاه مینفویی اوت (یا استادیوم گیورموتی) یک ورزشگاه فوتبال واقع در ناحیهٔ گیورموت شهر گیور، کشور مجارستان است. این استادیوم ورزشگاه خانگی تیم فوتبال گیورموت اس‌ای است و دارای گنجایش ۴٬۰۰۰ نفر میباشد.

## تاریخچه
این ورزشگاه در ۲۲ سپتامبر ۲۰۱۵ گشایش یافت. اولین بازی که در این ورزشگاه انجام شد بین دو تیم گیورموت و دونائیوروش پاسه بود.
در تاریخ ۲۵ مارچ ۲۰۱۶ اولین بازی بین‌المللی در این ورزشگاه انجام شد؛ که تیم زیر ۲۱ سال مردان مجارستان در چهارچوب مسابقات انتخابی گروه چهار از جام ملتهای فوتبال زیر ۲۱ سال مردان اروپا ۲۰۱۷ میزبان تیم ملی زیر ۲۱ سال اسرائیل بود که با تساوی بدون گل پایان یافت.

## هزینه
هزینهٔ ساخت این ورزشگاه ۹۰۰ میلیون فورینت بوده است.

## نقاط عطف تاریخی ورزشگاه و بازیهای مربوط به آن
| ۲۴ مارچ ۲۰۱۶ | Hungary (U-21) | 0–0    | Israel (U-21) | 2017 UEFA U-21 qualification (اولین بازی بین‌المللی) |
|              |                | Report |               | تماشاگران: ۸۰۰ داور: Thorarinsson (Iceland)         |

| ۷ ژوئیه ۲۰۱۶ | ام‌تی‌کی بوداپست | 2–0    | آکتوبه | 2016-17 UEFA Europa League (اولین بازی لیگ اروپا) |
|              |                | Report |        | تماشاگران: ۶۰۱ داور: Nikolay Yordanov (Bulgaria)  |

| ۲۳ ژوئیه ۲۰۱۶ | Gyirmót SE | 0–0    | MTK Budapest | 2016-17 Nemzeti Bajnokság I (اولین بازی لیگ دسته اول فوتبال مجارستان) |
|               |            | Report |              | تماشاگران: ۲۲۰۰ داور: József Erdős (مجارستان)                         |

| ۱ مارچ ۲۰۱۷ | Gyirmót SE | –         | Mezőkövesd-Zsóry SE | 2016-17 Magyar Kupa (اولین بازی جام حذفی فوتبال مجارستان) |
|             |            | [ Report] |                     | تماشاگران: مشخص خواهد شد داور: مشخص خواهد شد              |